# Morthífera
Morthífera es una banda de Thrash Metal de Buenos Aires, Argentina formada en el 2010.

## Reseña biográfica
Morthífera se formó en julio del 2010 en la ciudad de González Catán, Gran Buenos Aires. La banda creada por el baterista Cristian Romero y el guitarrista Sergio Noriega, completa su formación con Lucas Bravo en guitarra, Daniel Pérez en voz y el bajista Roberto Vidal quién fue reemplazado al año por Heber Rojas.
Luego de varias presentaciones en vivo, la banda decidió grabar un EP titulado “Régimen de Sangre”, con 4 temas el cual salió en marzo de 2011. Éste fue el puntapié inicial para una gran cantidad de shows tanto en Buenos Aires como en distintos puntos del país. 
Las composiciones siguieron avanzando conformando las 10 canciones. A principios de 2015 grabaron en “Riding a Wave”, un estudio cercano a la sala de ensayos de Morthífera. En medio de este proceso, el guitarrista Sergio Noriega deja la banda y es reemplazado por Lucas Coronel que rápidamente se acopló al proyecto.
El primer larga duración titulado “Basurero Humano” fue mezclado y masterizado en los estudios “Kirkincho Records” por Jorge Moreno (Serpentor) y salió a la luz bajo el sello discográfico Icarus Music el 8 de septiembre de 2016. 
Luego de presentarlo oficialmente en noviembre en Zona Oeste de Gran Buenos Aires, la agrupación realiza una gira llevando el nuevo material a distintos lugares con una gran aceptación por parte del público y medios de prensa.
Los últimos meses de 2017 la banda comienza a componer nuevas canciones. A fines del 2018 entra a grabar al estudio “Deja Vu”, a cargo de Juan Pablo Hernandez. 
El segundo material discográfico titulado “Apócrifo” consta de 9 temas y salió de manera independiente el 11 de octubre de 2019, el cual fue presentado por primera vez en vivo el 24 de noviembre de 2019 en Uniclub (Capital Federal).
Posteriormente el disco fue editado y distribuido por Cuervo Records. 
En 2019 el cantante Daniel Pérez es reemplazado por David Ferreira y en 2021 el guitarrista Lucas Coronel deja la banda donde se incorpora como Hernán Pinello.
Actualmente la banda está componiendo para su próximo EP, que será lanzado en 2022.

## Miembros
- Cristian Romero - batería (2010- presente)
- Lucas Bravo - guitarra y coros (2010-presente)
- Heber Rojas - bajo (2010-presente)
- David Ferreira - voz (2019-presente)
- Hernan Pinello - guitarra (2021-presente)

### Anteriores
- Roberto Vidal - bajo (2010-2011)
- Sergio Noriega - guitarra (2010-2015)
- Daniel Pérez - voz (2010-2019)
- Lucas Coronel - guitarra (2015-2020)

## Discografía

### Álbumes de estudio
- Basurero Humano (2016)
- Apócrifo (2019)

### EP
- Régimen de Sangre (2011)

Sencillo
- Apostasía (2022)

### Otras apariciones
- Explota el metal en Capital, Split editado en 2017 (canción "Parálisis del Sueño")
- Metal Under Luján VI, Split editado en 2018 (canciones "Caos" y "Aborto de Clonación")

## Videografía
| Año  | Canción                                                    | Álbum           |
| ---- | ---------------------------------------------------------- | --------------- |
| 2015 | “Basurero Humano”                                          | Basurero Humano |
| 2019 | “Terapia de Represión” (Video Lyric)                       | Apócrifo        |
| 2020 | “Norte Inmortal”                                           | Apócrifo        |
| 2020 | “Odio Heredado”                                            | Apócrifo        |
| 2021 | “Régimen de Sangre” (Live Session)                         | Basurero Humano |
| 2021 | “Verso Pollice” (Live Session)                             | Apócrifo        |
| 2021 | “Terapia de Represión” (Hernan Pinello guitar playthrough) | Apócrifo        |
| 2021 | “Apostasía” (Live Session)                                 | Apócrifo        |
| 2022 | "Apostasía"                                                | Apócrifo        |